# Karl Kopp (Bildhauer)
Karl Kopp (* 24. Oktober 1825 in Wasseralfingen; † 1. März 1897 in Stuttgart) war ein deutscher Bildhauer und Hochschullehrer.

## Leben
Karl Kopp wurde an der Stuttgarter Kunstschule und dem Polytechnikum Stuttgart ausgebildet. Er arbeitete an den „maurischen“ Bauten der Wilhelma mit, die nach Plänen des Architekten Karl Ludwig von Zanth errichtet wurden, ehe er nach Paris übersiedelte. Dort studierte er an der École des Beaux-Arts. Nach seiner Rückkehr nach Deutschland wurde er Zeichenlehrer an der Fortbildungsschule in Biberach an der Riß, ehe er 1862 Lehrer für Ornamentzeichnen und Modellieren am Polytechnikum Stuttgart wurde. 1868 wurde er zum Professor ernannt. Er lehrte außerdem an der Stuttgarter Kunstgewerbeschule Figurenmodellieren und gehörte der Sachverständigenkommission am Konservatorium der vaterländischen Kunst- und Altertumsdenkmale an.
In der Allgemeinen Deutschen Biographie wird sein Wirken als Lehrer gelobt, während er „als ausübender Künstler“ nicht „über den Durchschnitt empor“ geragt habe. Dennoch war Kopp ein produktiver Künstler, der vor allem Bauschmuck schuf und restaurierte. Dazu gehörten plastische Werke am alten Stuttgarter Hauptbahnhof ebenso wie am Gebäude des Polytechnikums und am Justizpalast.
Der Polytechnikumsbau Keplerstraße 7 wurde ab 1864 nach Plänen von Joseph von Egle gebaut. Der plastische Schmuck, den Kopp für diesen Bau schuf, wurde bei der Einweihung wie folgt geschildert: „Das Gebälk des Hauptportals wird von zwei weiblichen Figuren gestützt, welche durch die ihnen gegebenen Attribute charakterisiert sind: die eine als technische Wissenschaft, die andere als gewerbliche Kunst. Rechts und links von diesem Portal sind die ganz erhabenen Bildnisköpfe zweier berühmter Württemberger, nämlich Jörg Syrlins, des Meister des Ulmer Chorgestühls und Matthäus Böblinger’s, des Baumeisters an der Frauenkirche in Esslingen und am Münster in Ulm. In den oberen Stockwerken sind Medaillonbildnisse von ausgezeichnete Gelehrten und Technikern angebracht und zwar im Mittelbau von deutschen – Carl Friedrich Gauß, Joseph Fraunhofer, Carl Friedrich Schinkel, Ferdinand Redtenbacher, – in den beiden Seitenflügeln von nicht deutschen, nämlich im unteren von Michel Angelo und Gaspard Monge, im oberen von Isaac Newton und George Stephenson. Das Giebelfeld, welches den Mittelbau krönt, stellt, in ganz erhabener Bildhauerarbeit, in der Mitte die Württembergia dar, welche vom Throne herab zu einer am Fusse desselben mit mathematischen und naturwissenschaftlichen, mechanischen, architektonischen und gewerblichen Studien beschäftigte Kruppe (sic!) von Jünglingen schreitet und diesen als freudig begrüsstes Geschenk die Stiftungsurkunde der Polytechnischen Schule überbringt, die gleichsam in prophetischer Weise bereits die nachmalige Geschichte dieser Anstalt mit wenigen, aber bezeichnenden Worten enthält: 1832 Gewerbe-Schule, 1840 Polytechnische Schule, 1862 Technische Hochschule.“ Das Bauwerk wurde im Sommer 1944 durch einen Bombentreffer schwer beschädigt; dennoch bestanden in der Nachkriegszeit Pläne, den Egle-Bau als Bibliothek zu erhalten. Aus Platzmangel wurde er jedoch dann doch abgebrochen; an seiner Stelle steht heute das Kollegiengebäude Z.

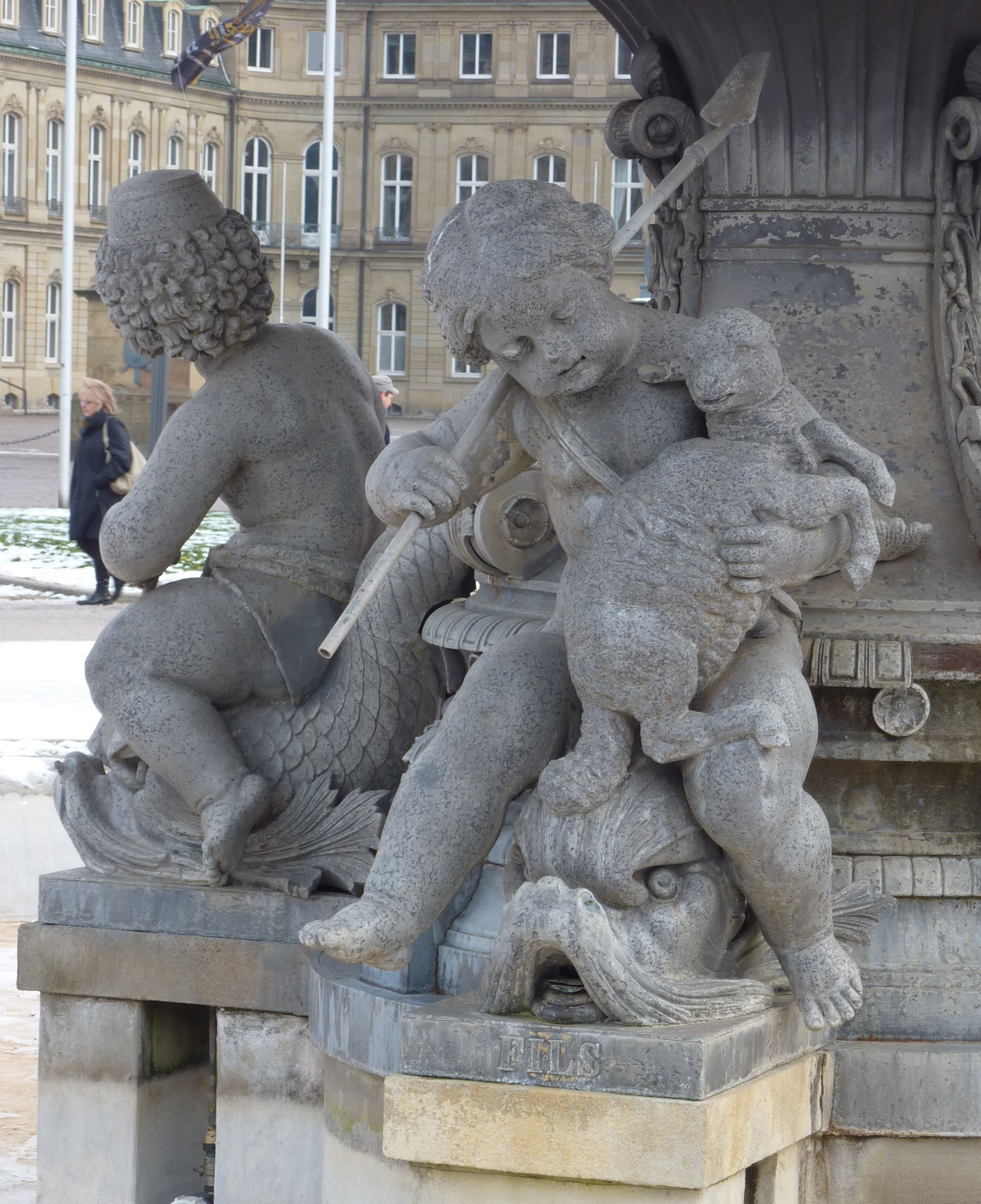
Personifikation der Fils

Kopp schuf an den beiden 1863 eingeweihten Schloßplatzspringbrunnen in Stuttgart die acht Figuren, die personifizierte Flüsse Württembergs darstellen, ferner den Christus am Kreuz in der Frauenkirche in Esslingen am Neckar und die beiden Attikafiguren „Gerechtigkeit und Gesetz“ des 1879 fertiggestellten Justizgebäudes an der Urbanstraße in Stuttgart. 1885 wurde seine Porträtbüste von Johann Jakob Moser, die sich in einer Eckhaus-Nische in der Stuttgarter Moserstraße befand, enthüllt, 1889 oder 1883 (mittlerweile verschollen) seine Robert-Mayer-Büste vor dem Stuttgarter Polytechnikum. Die Darstellungen der württembergischen Grafen im Chor der Stiftskirche restaurierte er. Außerdem kümmerte er sich um figürlichen Schmuck für die Schlosskirche im Alten Schloss.
Neben diesen Werken schuf er vor allem Figurengruppen, die Themen der antiken Mythologie veranschaulichten, etwa Hero und Leander, den Raub der Europa und Bacchus und Ariadne.